# (36239) 1999 VA30
1999 VA30 (asteroide 36239) é um asteroide da cintura principal. Possui uma excentricidade de 0.18429860 e uma inclinação de 2.27889º.
Este asteroide foi descoberto no dia 3 de novembro de 1999 por LINEAR em Socorro.